# Takuya Ito (1974)
Takuya Ito (伊藤 琢矢 Itō Takuya?, nacido el 11 de junio de 1974 en Saitama) es un exfutbolista japonés. Jugaba de defensa y su último club fue el Giravanz Kitakyushu de Japón.

## Trayectoria

### Clubes
| Club                 | País  | Año         |
| -------------------- | ----- | ----------- |
| Omiya Ardija         | Japón | 1997 - 1998 |
| Saitama SC           | Japón | 1999 - 2000 |
| Sagawa Express Tokyo | Japón | 2001 - 2006 |
| Fagiano Okayama      | Japón | 2006 - 2008 |
| Giravanz Kitakyushu  | Japón | 2009 - 2010 |